# صابر شبانة
صابر شبانة هو لاعب كرة قدم جزائري في مركز الدفاع، ولد في 17 مارس 1983 في عين مليلة في الجزائر. لعب مع أمل عين مليلة وشباب أوراس باتنة.